# 亀井薫
亀井 薫（かめい かおり、1976年5月29日 - ）は、ボイスワークス所属の女性フリーアナウンサー。青森放送の元アナウンサーで、テレビ埼玉（テレ玉）と専属契約していた時期もある。東京都世田谷区出身。既婚。
ニックネームは「亀」「亀ちゃん」「かめきち」。

## 来歴・人物
中央大学卒業後、1999年に青森放送に入社。同期には青山英次のほか、現在はフリーの野口亜紀子（野口あきこ）や、落合こず恵がいる。2004年3月をもって落合こず恵とともに青森放送を退社。
青森放送ではRABニュースレーダーの天気予報担当を経てキャスターを務めるなどRABの看板キャスターとして活躍した。また、番組の企画で気象予報士の試験を受けたこともあるが、気象予報士の資格を取得するまでにはいたっていない。
2005年4月1日から2008年3月28日までテレビ埼玉「ひるびん」（現・ひるたま、月～金）MCを担当、また、2006年4月の「テレ玉」呼称採用と同時に、同局の放送開始、終了時のコールサイン(JOUS-TV/JOUS-DTV)のアナウンスを担当している。
姉がいる。

## フリー後の出演番組
- ひるたま（2005年4月1日 - 2008年3月28日）
- ごごたま（同上 渡辺一宏・大平素子のリリーフMC。ニュース担当を数回した経験もあり。）
- 趣味の園芸 やさいの時間（NHK教育、2008年4月4日 - 2010年3月28日、毎週日曜日）。NHKプラスで2023年　7/16午前8:00～7/23午前8：24配信、「趣味の園芸　やさいの時間　放送１５周年企画　選プレミアム　ニンジン」、2009年放送、ゲスト西城秀樹さん「ニンジン　ネギ　ゴボウの作付けプランと土作り」の回の再構成版。選プレミアム8月のテーマは「ハーブ」ゲストは西城秀樹さん、2023年8月20日放送NHK (Eテレ)以後、数日間NHKプラスで配信。
- ハッピーうーたん!（FM西東京、むさしのFM、調布FM共同制作。2010年10月1日 - 2011年3月25日）
- 埼玉政財界人チャリティ歌謡祭（2006年 - 2012年、毎年1月1日） - 押阪忍と共に司会を担当[2]。
- むさしのオンラインCROSS（むさしのFM、2012年11月2日 - 、毎週金曜日）[3]

## 青森放送時代の出演番組

### テレビ
- 出会いふれあい生テレビ
- RABニュースレーダー
- 江奈滋家の食卓（「江奈滋かおり」役、降板後の現在も亀井の名前が元になったこの役名は変わっていない）

### ラジオ
- 金曜ワラッター
- ワラッターSUPER(この番組の詳細は、金曜ワラッターを参照のこと)
- うたラジ
- お昼はいただきミュージックランチ
- あおもりTODAY内「それゆけ！お天気追跡隊」
- ナイトブリッジ・フォー・ユー
- シネマCafe